# Burkholderiaceae
Die Burkholderiaceae sind eine Bakterien-Familie, die zur Ordnung der Burkholderiales gehört. Aufgrund von 16S rRNA Analysen wurden hier bzgl. Ökologie und Stoffwechselweg stark unterschiedliche Bakterien zusammengefasst. Es sind obligat aerobe (auf Sauerstoff angewiesene) bis fakultativ anaerobe Arten vorhanden. Neben chemoorganotrophen sind auch chemolithotrophe (also aus anorganischen Verbindungen Energie gewinnende) Arten vorhanden. 

## Merkmale
Die Zellen der Arten sind meist stäbchenförmig. Im Allgemeinen sind sie durch polar oder peritrich angeordnete Flagellen beweglich (motil). Beispiele für Ausnahmen sind verschiedene Arten von Burkholderia (z. B. Burkholderia mallei), Lautropia und Polynucleobacter necessarius, diese Bakterien können sich nicht aktiv fortbewegen. Auch die Art Ralstonia solanacearum ist nicht immer begeißelt.

## Stoffwechsel
Einige Arten zählen zu den Denitrifizierern, Bakterien die der Nitratatmung fähig sind. Hierbei handelt es sich um eine anaerobe Form der Atmung, anstatt Sauerstoff fungiert Nitrat als Elektronenakzeptor. Hierzu zählen u. a. Ralstonia insidiosa, R. pickettii, Cupriavidus campinensis und Alcaligenes eutrophus (Synonym: Ralstonia eutropha).
Auch stickstofffixierende Bakterien sind in dieser Familie vorhanden, z. B. Burkholderia vietnamiensis
Die Art Thermothrix azorensis ist thermophil und autotroph (genauer: chemolithoautotroph), es ist in der Lage aus anorganischen Verbindungen Energie zu gewinnen. Als Kohlenstoffquelle dient Kohlendioxid. Wachstum erfolgt bei Temperaturen zwischen 63 und 86 °C.

## Ökologie
Gattungen dieser Familie besiedeln ein breites Spektrum von verschiedenen Habitaten. Pandoraea wurde beispielsweise in Böden, Wasser und Schlamm gefunden. Auch im Atmungstrakt von an cystischen Fibrose (Mukoviszidose) leidenden Patienten kommt es vor. Lautropia wurde in der Mundhöhle von Menschen, Cupriavidus und Paucimonas im Boden gefunden. 
Polynucleobacter ist eine heterogene Gattung mit derzeit fünf beschriebenen Arten. Hier sind obligate Endosymbionten vertreten, die innerhalb von Wimpertierchen (Gattung Euplotes) leben. In dieser Gattung sind auch freilebende Süßwasserbakterien zu finden.

## Pathogenität
Einige Arten sind pathogen (krankheitserregend) für Pflanzen, Tiere und Menschen. Die Art Burkholderia mallei (Synonym: Actinobacillus mallei, Pseudomonas mallei) ist der Auslöser des Rotz (Malleus) bei Pferden, Kamelen, Hunden. Die Melioidose, eine Infektionskrankheit beim Menschen wird von Burkholderia pseudomallei verursacht. Ralstonia solanacearum ist vor allem in tropischen Regionen pflanzenpathogen. Es verursacht in bis zu 200 Pflanzenarten die sogenannte Schleimkrankheit. Betroffen sind hierbei u. a. Kartoffeln, Tabak und andere Arten der Familie Nachtschattengewächse (Solanaceae), daher der Name des Bakteriums. Es ist sehr bedeutsam für die Landwirtschaft. Das Genom von Ralstonia solanacearum wurde 2002 vollständig sequenziert.

## Systematik
Die Burkholderiaceae zählen zu den gram-negativen Proterobakterien. Die Gattung Burkholderia ist nach dem amerikanischen Bakteriologen Walter H. Burkholder (1891–1983) benannt. Die Typusart ist die 1981 erstbeschriebene Art Burkholderia cepacia (Palleroni and Holmes 1981) Yabuuchi et al. 1993.
Einige Gattungen der Familie:
- Burkholderia Yabuuchi et al. 1993 emend. Gillis et al. 1995
- Caballeronia Dobritsa and Samadpour 2016
- Chitinimonas Chang et al. 2004
- Cupriavidus Makkar and Casida 1987 emend. Vandamme and Coenye 2004
- Lautropia Gerner-Smidt et al. 1995
- Limnobacter Spring et al. 2001
- Mycetohabitans Estrada-de Los Santos et al. 2018[7]
- Pandoraea Coenye et al. 2000
- Paucimonas Jendrossek 2001
- Polynucleobacter Heckmann and Schmidt 1987
- Quisquiliibacterium Felföldi et al. 2017
- Ralstonia Yabuuchi et al. 1996
- Robbsia Lopes-Santos et al. 2017
- Wautersia Vaneechoutte et al. 2004